# Португальское начало
Португальское начало — слабый шахматный дебют, начинающийся ходами
1. е2 — е4 е7 — е5
2. Сf1 — b5?.

Ранний ход слоном плох, так как чёрные могут сделать ход 3. …а7 — а6 или 3. …с7 — с6, и, таким образом, белые потеряют темп, поэтому встречается редко. Однако в 1995 году этот дебют был разыгран на высоком уровне на турнире в Мальмё между Джованни Вескови и Иваном Соколовым.
Похожий дебют: Испанская партия, но с пропущенным ходом Кf3. Он тоже сложен, но так как чёрные не могут делать ход 3. …с7 — с6, этот дебют считается сильнее, чем португальское начало.
Относится к открытым началам.
1. е4 е5
2. Bb5?

## Варианты
2. …Кf6
2. …с6!?
2. …а6!
Если сделать ход 2. Кg1 — f3, то после 2. … Кb8 — с6 уже можно делать ход Сf1 — b5, с переходом в испанскую партию.